# ハウス食品分析テクノサービス
株式会社ハウス食品分析テクノサービス（ハウスしょくひんぶんせきテクノサービス、英称：House Food Analytical Laboratory Inc.）は、千葉県四街道市に本社を置く、食品の安全・衛生に関する分析等を行う、ハウス食品株式会社の子会社である。

## 概要
2004年8月にハウス食品の食品分析部門が独立し、設立した会社。
残留農薬分析の一部において試験所の国際規格『ISO/IEC17025』試験所認定を取得していて、「第三者機関」であることを公益財団法人日本適合性認定協会から認められている。